# 영원한 스튜
영원한 스튜(Perpetual stew) 혹은 만년스튜는 구할 수 있는 모든 재료를 넣어 만든 요리이다. 영원한 수프(forever soup), 사냥꾼의 냄비(hunter's pot) 혹은 사냥꾼의 스튜(hunter's stew)로도 불린다. 냄비는 항상 차 있으며 비워지는 때가 없으며, 먹어서 양이 줄어든다 싶으면 재료와 국물을 스튜가 담긴 냄비에 그대로 다시 부어 채우는 방식으로 조리한다.
영원한 스튜는 중세 여관을 묘사할 때 가장 먼저 떠오르는 요소이기도 하다. 영원한 스튜에서 조리된 음식은 재료들이 전부 섞이는 방식으로 스튜가 되기 때문에 맛이 그럭저럭 괜찮다는 평이 많다.

## 사례
영원한 스튜는 중세 요리에서 흔했던 요리로 추정되며, 포타주 혹은 포토푀의 일종으로 언급되기도 한다.
빵, 물 또는 에일, 그리고 가마솥에서 나온 companaticum ('빵에서 나온 부산물')을 섞어 만든 포토푀나 초기의 스톡은 이용 가능한 모든 재료로 매일 농축된 항상 변화하는 육수이다. 이 육수가 든 가마솥은 사순절 시기 고기 없는 주간을 제외한다면 비워지는 일이 없으며 산토끼 고기, 닭고기, 비둘기 고기가 좋은 고기 맛을 내고 염장 돼지고기나 양배추의 맛은 이보다 더 오래, 심지어는 몇 주나 더 오래 남아돈다.— 레이 테너힐

2014년 8월에서 2015년 4월까지 미국 뉴욕에 있는 식당에서 8개월 넘게 동일한 영원한 스튜(루수이)로 만든 수프를 만들어 판매했다.
프랑스 페르피냥에는 포토푀 한 솥을 15세기부터 끓여온 것으로 유명한 식당이 있었으나, 제2차 세계 대전 당시 독일의 점령으로 인해 스튜를 유지하기 위한 재료가 다 떨어지면서 명맥이 끊겼다.
영원한 스튜의 전통은 일부 동아시아 및 동남아시아 국가에서도 살아 있다. 
태국 방콕에 있는 와타나 파니치 레스토랑은 오랜 시간 동안 같은 스튜에서 나온 육수를 47년 동안 계속해서 유지하고 있다.
일본의 식품 산업은 라멘(면 요리)과 오뎅(전통적인 원팟 요리)과 같은 영원한 스튜를 여전히 숙독하고 있다. 일본에서 가장 오래된 오뎅 식당 중 하나인 오타후쿠는 1945년부터 매일 같은 육수를 데워왔다.

## 재료
영원한 스튜에는 뿌리채소와 덩이줄기(양파, 당근, 마늘, 파스닙, 순무 등)과 각종 고기, 사냥감 등 다양한 재료를 사용할 수 있다.

## 같이 보기
- 곰탕
- 스튜 목록